# Silberner Bär/Preis der Jury

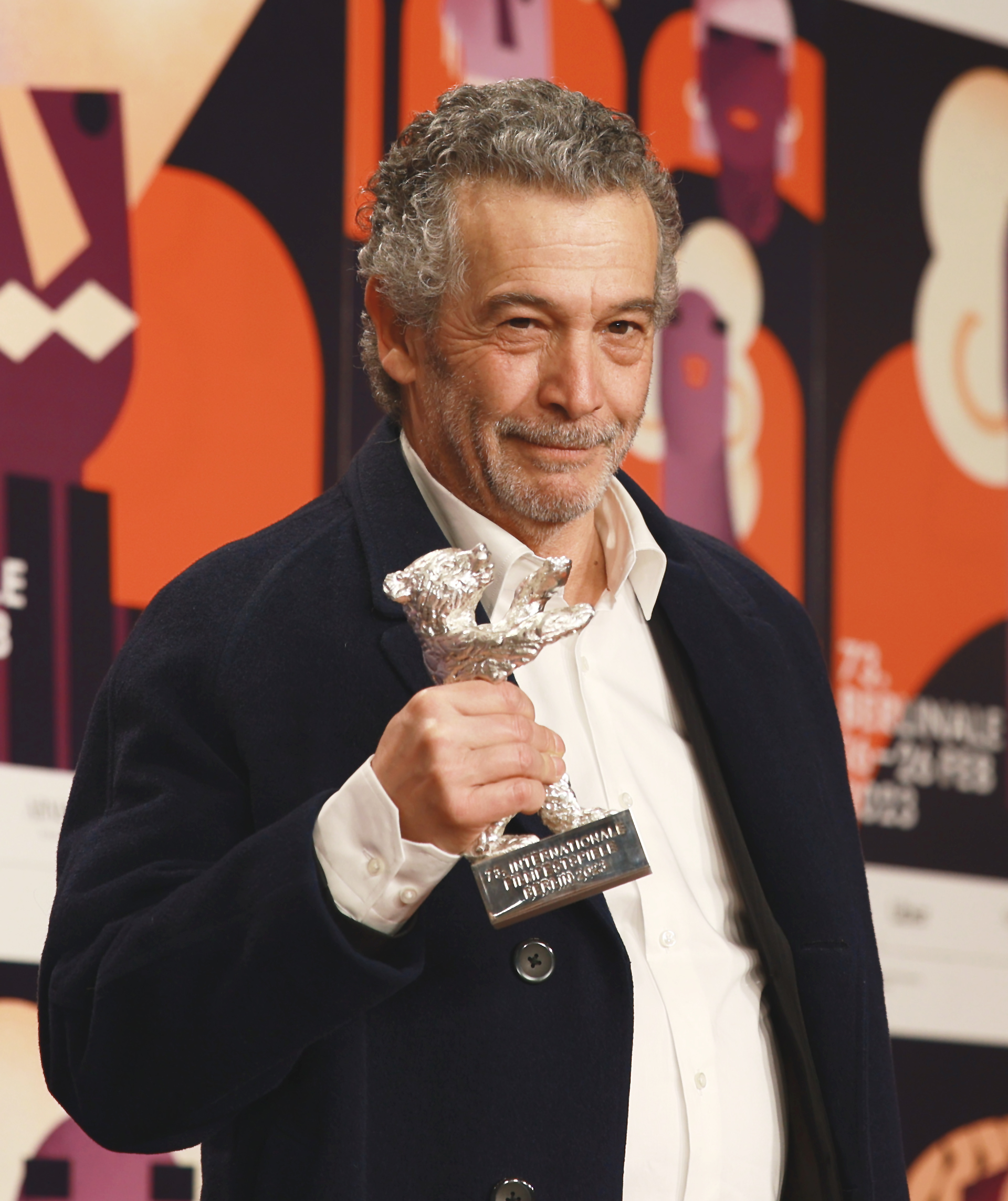
Der portugiesische Regisseur João Canijo mit dem Silbernen Bären für den 2023 ausgezeichneten Wettbewerbsbeitrag Mal Viver

Der mit dem Silbernen Bären prämierte Preis der Jury ist bei den jährlich veranstalteten Filmfestspielen von Berlin die drittwichtigste Auszeichnung nach dem Goldenen Bären und dem Großen Preis der Jury. Der Filmpreis wurde erstmals bei der 71. Berlinale offiziell eingeführt. Von 1987 bis 2019 war die Auszeichnung als Alfred-Bauer-Preis ausgelobt, benannt nach dem ersten Leiter der Berlinale Alfred Bauer (1911–1986). 2020 wurde sie als unbetitelter Silberner Bär verliehen.

## Geschichte
Nach Bauers Tod 1986 wurde von den Filmfestspielen der Alfred-Bauer-Preis gestiftet, der seit 1987 während der Berlinale für einen Erstlingsfilm, später für einen Spielfilm im Wettbewerbsprogramm vergeben wurde, der neue Perspektiven der Filmkunst eröffnete.
Ende Januar 2020 entschloss sich die Berlinale-Führung kurz vor Beginn des neuen Festivals, die Vergabe des nach Alfred Bauer benannten Preises auszusetzen. Die problematische Rolle Bauers im Nationalsozialismus sei der derzeitigen Berlinale-Leitung bis dahin unbekannt gewesen. Katja Nicodemus hatte in der Wochenzeitung Die Zeit, anknüpfend an Forschungen des Hobby-Filmwissenschaftlers Ulrich Hähnel, u. a. mit Materialien aus dem Berliner Landesarchiv nachgewiesen, dass Bauer eine wesentlich aktivere Rolle in der NS-Propagandabürokratie innehatte als es die offiziellen Verlautbarungen der Berlinale vermuten ließen. Letztere haben sich vor allem auf Bauers Selbstdarstellungen gestützt. Die Zeit seiner Mitgliedschaft in NSDAP und SA habe er aber falsch dargestellt, und Mitgliedschaften in weiteren NS-Organisationen sowie seine Tätigkeit als Referent in der 20-köpfige Reichsfilmintendanz habe er verschwiegen.
Der Filmhistoriker Armin Jäger äußerte in einem Interview mit der Zeitung Die Welt, dass für ihn die wesentlichen Tatsachen bereits früher bekannt gewesen seien. Er bezeichnete Bauer als einen opportunistischen Bürokraten, der aber keine entscheidende Figur und sicher nicht Herr über Leben und Tod gewesen sei. „Nach meinem Eindruck war er eher eine Art Koordinator und Protokollant von Produktionsabläufen, aber niemand, der selbstständige Entscheidungen getroffen hat.“  Die Umbenennung des nach Bauer benannten Preises hielt aber auch Jäger für gerechtfertigt.
In der Reihe Blick in die Archive der Deutschen Kinemathek war für den 24. Februar 2020 die Präsentation einer Publikation von Rolf Aurich über Alfred Bauer und seine Rolle bei den Berliner Filmfestspielen geplant, die sich auch relativ ausführlich mit dessen NS-Vergangenheit beschäftigen sollte. Nicodemus, der das Buchmanuskript vorlag, hatte in der Zeit bereits vorab die wiederum selektive Auswertung der Quellen und die ungeprüfte Übernahme von Selbstdarstellungen Bauers kritisiert. Daraufhin sagte die Kinemathek die Präsentation ab, und die Veröffentlichung des Heftes wurde auf unbestimmte Zeit verschoben, um zunächst die Quellen „für eine vertiefte Bewertung“ neu heranziehen zu können.
Im Februar 2020 beauftragte die Berlinale-Führung das Institut für Zeitgeschichte in München mit der Erforschung von Alfred Bauers Position im NS-Machtapparat. Die Ergebnisse der Untersuchung wurden im Sommer 2020 erwartet.
2021 wurde der Alfred-Bauer-Preis durch den Preis der Jury ersetzt. Sie ist die drittwichtigste Auszeichnung nach dem Goldenen Bären und dem Großen Preis der Jury (ebenfalls als Silberner Bär ausgelobt).

## Preisträger
| Jahr                                       | Originaltitel                                 | Deutscher Titel                             | Regie                            |                                |
| Alfred-Bauer-Preis (1987–2019)             | Alfred-Bauer-Preis (1987–2019)                | Alfred-Bauer-Preis (1987–2019)              | Alfred-Bauer-Preis (1987–2019)   | Alfred-Bauer-Preis (1987–2019) |
| ------------------------------------------ | --------------------------------------------- | ------------------------------------------- | -------------------------------- | ------------------------------ |
| 1987                                       | Mauvais sang                                  | Die Nacht ist jung                          | Léos Carax                       |                                |
| 1988                                       | Preis nicht vergeben                          | Preis nicht vergeben                        | Preis nicht vergeben             |                                |
| 1989                                       | Слуга (Sluga)                                 | Der Diener                                  | Wadim Abdraschitow               |                                |
| 1990                                       | Караул (Karaul)                               | Die Wache                                   | Alexander Rogoschkin             |                                |
| 1991                                       | Preis nicht vergeben                          | Preis nicht vergeben                        | Preis nicht vergeben             |                                |
| 1992                                       | Бесконечность (Beskonechnost)                 | Infinitas                                   | Marlen Chuzijew                  |                                |
| 1993                                       | Preis nicht vergeben                          | Preis nicht vergeben                        | Preis nicht vergeben             |                                |
| 1994                                       | 화엄경 (Hwaomkyung)                           | k. A.                                       | Jang Sun-woo                     |                                |
| 1995                                       | Preis nicht vergeben                          | Preis nicht vergeben                        | Preis nicht vergeben             |                                |
| 1996                                       | Vite strozzate                                | Im Würgegriff                               | Ricky Tognazzi                   |                                |
| 1997                                       | William Shakespeare’s Romeo & Juliet          | William Shakespeares Romeo + Julia          | Baz Luhrmann                     |                                |
| 1998                                       | 愈快乐愈堕落 (Yue kuai le, yue duo luo)       | Hold You Tight                              | Stanley Kwan                     |                                |
| 1999                                       | Karnaval                                      | Karnaval                                    | Thomas Vincent                   |                                |
| 2000                                       | 独立少年合唱団 (Dokuritsu shônen gasshô-dan)  | Knabenchor                                  | Akira Ogata                      |                                |
| 2001                                       | La ciénaga                                    | La Ciénaga – Morast                         | Lucrecia Martel                  |                                |
| 2002                                       | Baader                                        | Baader                                      | Christopher Roth                 |                                |
| 2003                                       | 英雄 (Yīngxióng)                              | Hero                                        | Zhang Yimou                      |                                |
| 2004                                       | Maria, llena eres de gracia                   | Maria voll der Gnade                        | Joshua Marston                   |                                |
| 2005                                       | 天邊一朵雲 / 天边一朵云 (tiānbiān yī duǒ yún) | Das Fleisch der Wassermelone                | Tsai Ming-liang                  |                                |
| 2006                                       | El custodio                                   | El Custodio – Der Leibwächter               | Rodrigo Moreno                   |                                |
| 2007                                       | 싸이보그지만 괜찮아 (Saibogeujiman kwenchana) | I’m a Cyborg, But That’s OK                 | Park Chan-wook                   |                                |
| 2008                                       | Lake Tahoe                                    | Lake Tahoe                                  | Fernando Eimbcke                 |                                |
| 2009                                       | Gigante                                       | Gigante                                     | Adrián Biniez                    |                                |
| 2009                                       | Tatarak                                       | Der Kalmus                                  | Andrzej Wajda                    |                                |
| 2010                                       | Eu când vreau sa fluier, fluier               | Eu când vreau sa fluier, fluier             | Florin Șerban                    |                                |
| 2011                                       | Wer wenn nicht wir                            | Wer wenn nicht wir                          | Andres Veiel                     |                                |
| 2012                                       | Tabu                                          | Tabu – Eine Geschichte von Liebe und Schuld | Miguel Gomes                     |                                |
| 2013                                       | Vic+Flo ont vu un ours                        | Vic+Flo ont vu un ours                      | Denis Côté                       |                                |
| 2014                                       | Aimer, boire et chanter                       | Aimer, boire et chanter                     | Alain Resnais                    |                                |
| 2015                                       | Ixcanul Volcano                               | Ixcanul – Träume am Fuße des Vulkans        | Jayro Bustamante                 |                                |
| 2016                                       | Hele Sa Hiwagang Hapis                        | Hele Sa Hiwagang Hapis                      | Lav Diaz                         |                                |
| 2017                                       | Pokot                                         | Die Spur                                    | Agnieszka Holland                |                                |
| 2018                                       | Las herederas                                 | Die Erbinnen                                | Marcelo Martinessi               |                                |
| 2019                                       | Systemsprenger                                | Systemsprenger                              | Nora Fingscheidt                 |                                |
| Silberner Bär – 70. Berlinale (2020)       |                                               |                                             |                                  |                                |
| 2020                                       | Effacer l’historique                          | Online für Anfänger                         | Benoît Delépine, Gustave Kervern |                                |
| Silberner Bär – Preis der Jury (seit 2021) |                                               |                                             |                                  |                                |
| 2021                                       | Herr Bachmann und seine Klasse                | Herr Bachmann und seine Klasse              | Maria Speth                      |                                |
| 2022                                       | Robe of Gems                                  | Robe of Gems                                | Natalia López Gallardo           |                                |
| 2023                                       | Mal Viver                                     | k. A.                                       | João Canijo                      |                                |
| 2024                                       | L’Empire                                      | Das Imperium                                | Bruno Dumont                     |                                |
| 2025                                       | El mensaje                                    | k. A.                                       | Iván Fund                        |                                |